# شریف منیر
شریف منیر (عربی: شريف منير؛ زادهٔ ۱۴ مهٔ ۱۹۵۹) هنرپیشه اهل مصر است. او از سال ۱۹۸۶ تاکنون در بیش از ۲۰ فیلم حضور داشته‌است.